# Scream Bloody Gore
A Scream Bloody Gore az amerikai Death együttes első lemeze, mely 1987-ben jelent meg. A felvételek során minden hangszert Chuck Schuldiner játszott fel, kivéve a dobokat, amit Chris Reifert (Autopsy). A Scream Bloody Gore album az első death metal albumok egyike. A mára klasszikussá vált album borítóját Edward Repka festette. A Zombie Ritual dal a zenekar történetének végéig a koncertprogram részét képezte.

## Számlista
Minden dal zenéjét és szövegét Chuck Schuldiner szerezte.
1. Infernal Death – 2:54
2. Zombie Ritual – 4:35
3. Denial of Life – 3:37
4. Sacrificial – 3:43
5. Mutilation – 3:30
6. Regurgitated Guts – 3:47
7. Baptized in Blood – 4:31
8. Torn to Pieces – 3:38
9. Evil Dead – 3:01
10. Scream Bloody Gore – 4:35

CD-s újrakiadás bónuszai
1. Beyond the Unholy Grave – 3:08
2. Land of No Return – 3:00

1999-es újrakiadás bónuszai
1. Open Casket (koncertfelvétel)
2. Choke on It (koncertfelvétel)

2008-as újrakiadás bónuszai
1. Denial of Life (koncertfelvétel)

## Közreműködők
- Chuck Schuldiner – ének, gitár, basszusgitár
- Chris Reifert – dobok

## Fordítás
Ez a szócikk részben vagy egészben  a   Scream Bloody Gore című angol Wikipédia-szócikk fordításán alapul.  Az eredeti cikk szerkesztőit annak laptörténete sorolja fel. Ez a jelzés csupán a megfogalmazás eredetét és a szerzői jogokat jelzi, nem szolgál a cikkben szereplő információk forrásmegjelöléseként.

## Külső hivatkozások
- Scream Bloody Gore a hivatalos Death honlapon
- Encyclopaedia Metallum – Scream Bloody Gore